# Исчезновение клетки
Исчезновение клетки (появление клетки) — известный класс задач (оптических иллюзий) на перестановку фигур, обладающих признаками математических софизмов: изначально в их условие введена замаскированная ошибка. Некоторые из этих задач тесно связаны со свойствами последовательности чисел Фибоначчи.

## Задача о треугольнике

1 Перестановка частей

2 Разрезанный треугольник

Дан прямоугольный треугольник 13×5 клеток, составленный из 4 частей. После перестановки частей при визуальном сохранении изначальных пропорций появляется дополнительная, не занятая ни одной частью, клетка (рисунок 1).

### Решение

3 «Гипотенуза» на самом деле является ломаной линией

Площади закрашенных фигур, разумеется, равны между собой (32 клетки), однако, то, что визуально наблюдается как треугольники 13×5, на самом деле таковым не является, и имеет разные площади (S13×5 = 32,5 клетки). То есть ошибка, замаскированная в условии задачи, состоит в том, что начальная фигура поименована треугольником (на самом деле это — вогнутый 4-угольник). Это отчётливо заметно на рисунках 2 и 3 — «гипотенузы» верхней и нижней фигур проходят через разные точки: (8,3) вверху и (5,2) — внизу. Секрет в свойствах синего и красного треугольников. Это легко проверить вычислениями.
Отношения длин соответствующих сторон синего и красного треугольников не равны друг другу (2/3 и 5/8), поэтому эти треугольники не являются подобными, а значит, имеют разные углы при соответствующих вершинах. Назовём первую фигуру, являющуюся вогнутым четырёхугольником, и вторую фигуру, являющуюся вогнутым восьмиугольником, псевдотреугольниками. Если нижние стороны этих псевдотреугольников параллельны, то гипотенузы в обоих псевдотреугольниках 13×5 на самом деле являются ломаными линиями (на верхнем рисунке создаётся излом внутрь, а на нижнем — наружу). Если наложить верхнюю и нижнюю фигуры 13×5 друг на друга, то между их «гипотенузами» образуется параллелограмм, в котором и содержится «лишняя» площадь. На рисунке 3 этот параллелограмм приведён в верных пропорциях.
Острый угол в этом параллелограмме равен arcctg 46 ≈ 0°1′18,2″. На такой угол минутная стрелка на исправных часах сдвигается за 12,45 с. Именно на такую величину тупой угол в рассматриваемом параллелограмме отличается от развёрнутого. Визуально столь ничтожное отличие незаметно.
По словам Мартина Гарднера, эту задачу изобрёл иллюзионист-любитель из Нью-Йорка Пол Карри в 1953. Однако принцип, заложенный в неё, был известен ещё в 1860-е годы. Можно заметить, что длины сторон фигур из данной задачи (2, 3, 5, 8, 13) являются последовательными числами Фибоначчи.

## Исчезающий квадрат

Маленький квадрат «исчезает» и «появляется» при повороте частей

В другой похожей головоломке, большой квадрат составлен из четырёх одинаковых четырёхугольников и маленького квадрата. Если четырёхугольники развернуть, то они заполнят площадь, занимаемую маленьким квадратом, хотя площадь большого квадрата визуально не изменится. При следующем развороте маленький квадрат появится снова.

### Решение
Этот парадокс объясняется тем, что сторона (и площадь) нового большого квадрата немного отличается от стороны́ (и площади) того, который был в начале. Если в качестве первой фигуры принять тот квадрат, в середине которого нет маленького ромба, дальнейший анализ заметно упростится.
Сторона начального квадрата пусть будет {\displaystyle \alpha }, и сто́роны составляющих его четырёхугольников делят эту сто́рону ({\displaystyle \alpha }) в отношении {\displaystyle \kappa \ \,(1/2<\kappa <1)}. Сведущий в геометрии легко сможет доказать, что построенные таким образом четырёхугольники равны друг другу, имеют прямые углы в противолежащих вершинах (в центре и по углам квадрата) и равные стороны, смежные в центре квадрата (то есть не являются ромбоидами + для них существуют описанные окружности (суммы противолежащих углов равны)). Становится также понятно, что ромб в центре второй фигуры является квадратом.
Сторона маленького квадрата на второй фигуре будет равна {\displaystyle \alpha (2\kappa -1)}. Угол между парой противоположных сторон любого из составляющих четырёхугольников (причём, не важно, какой парой) пусть будет обозначен {\displaystyle \theta }. Его точное значение можно рассчитать методом координат, или методами классической геометрии.
Если каждый из четырёхугольников, составляющих первый квадрат, повернуть на угол {\displaystyle \pi } вокруг центра описанной около него окружности, то получится вторая фигура, с незакрашенной квадратной областью в центре. При следующем повороте опять составится первый квадрат. Площадь второго квадрата оказывается в {\displaystyle (4\kappa (\kappa -1)+2)} раза больше площади первого (или, что то же, в {\displaystyle \sec ^{2}\theta } раз). При {\displaystyle \kappa \approx 1/2} это отличие практически незаметно. Например, на поясняющих рисунках использован угол {\displaystyle \theta =10^{\circ }} (соответственно, {\displaystyle \kappa =(\mathrm {tg} \,\theta +1)/2\approx 0,588\,2}). При этом разность между площадями больши́х квадратов составляет {\displaystyle \approx 3{,}11\,\%}. Уже такое отличие сложно заметить, хотя значение {\displaystyle \kappa } (и, соответственно, значение угла {\displaystyle \theta }) здесь используется отнюдь не маленькое.
Таким образом, можно заключить, что ошибка, замаскированная в условии, состоит в том, что центры вращения составляющих четырёхугольников находятся не там, где это представляется при визуальном контроле картинки (не в точках пересечения их диагоналей). Они находятся в вершинах квадрата, повёрнутого на угол {\displaystyle -\theta } относительно первого квадрата, хотя его стороны параллельны сторонам второго.